# ميرل سيبرت
ميرل فاي «ميكي» سيبرت (12 سبتمبر 1928 - 24 أغسطس 2013) كانت تعرف بأول امرأة مهتمة بالمالية على الرغم من أن فكتوريا وودهل سبقتها في امتلاك سمسرة الأموال المثيرة للجدل. كانت سيبرت أول امرأة تملك مقعد في بورصة نيويورك وكانت أول امرأة رئيسة لواحدة من الشركات في بورصة نيويورك. انضمت سبيرت إلى 1,365 فرداً من الذكور في تبادل العملات والصرف في 28 ديسمبر1967.